# Gran Premio di superbike di Losail 2005
Il Gran Premio di superbike di Losail 2005 è stato la prima prova su dodici del campionato mondiale Superbike 2005, disputato il 26 febbraio sul circuito di Losail, in gara 1 ha visto la vittoria di Troy Corser davanti a Yukio Kagayama e Régis Laconi, la gara 2 è stata vinta da Yukio Kagayama che ha preceduto Régis Laconi e Troy Corser.
Si tratta della prima volta che una prova del campionato mondiale Superbike viene disputata in Qatar. La prima gara si è disputata in due parti e il risultato finale è stato definito dalla somma dei tempi.
La vittoria nella gara valevole per il campionato mondiale Supersport 2005 è stata ottenuta da Katsuaki Fujiwara.

## Risultati

### Gara 1

#### Arrivati al traguardo[4]
| Pos. | Nº  | Pilota             | Squadra                     | Motocicletta       | Giri | Tempo     | Griglia | Punti |
| ---- | --- | ------------------ | --------------------------- | ------------------ | ---- | --------- | ------- | ----- |
| 1º   | 11  | Troy Corser        | Alstare Suzuki Corona Extra | Suzuki GSXR1000 K5 | 18   | 37:10.394 | 2º      | 25    |
| 2º   | 71  | Yukio Kagayama     | Alstare Suzuki Corona Extra | Suzuki GSXR1000 K5 | 18   | +0:03.065 | 4º      | 20    |
| 3º   | 55  | Régis Laconi       | Ducati Xerox                | Ducati 999F05      | 18   | +0:03.496 | 1º      | 16    |
| 4º   | 88  | Andrew Pitt        | Yamaha Motor Italia WSB     | Yamaha YZF R1      | 18   | +0:14.714 | 5º      | 13    |
| 5º   | 41  | Noriyuki Haga      | Yamaha Motor Italia WSB     | Yamaha YZF R1      | 18   | +0:20.300 | 7º      | 11    |
| 6º   | 1   | James Toseland     | Ducati Xerox                | Ducati 999F05      | 18   | +0:20.562 | 13º     | 10    |
| 7º   | 22  | Iván Silva         | La Glisse                   | Yamaha YZF R1      | 18   | +0:22.031 | 9º      | 9     |
| 8º   | 77  | Chris Vermeulen    | Winston Ten Kate Honda      | Honda CBR 1000RR   | 18   | +0:22.188 | 8º      | 8     |
| 9º   | 31  | Karl Muggeridge    | Winston Ten Kate Honda      | Honda CBR 1000RR   | 18   | +0:26.929 | 18º     | 7     |
| 10º  | 3   | Norifumi Abe       | Yamaha Motor France-Ipone   | Yamaha YZF R1      | 18   | +0:27.231 | 15º     | 6     |
| 11º  | 200 | Giovanni Bussei    | Kawasaki Bertocchi          | Kawasaki ZX10      | 18   | +0:38.995 | 12º     | 5     |
| 12º  | 20  | Marco Borciani     | DFXtreme Sterilgarda        | Yamaha YZF R1      | 18   | +0:42.208 | 16º     | 4     |
| 13º  | 10  | Fonsi Nieto        | Ducati SC Caracchi          | Ducati 999RS       | 18   | +0:43.494 | 19º     | 3     |
| 14º  | 9   | Chris Walker       | PSG-1 Kawasaki Corse        | Kawasaki ZX10      | 18   | +0:44.894 | 11º     | 2     |
| 15º  | 99  | Steve Martin       | Foggy Petronas Racing       | Petronas FP1       | 18   | +0:49.673 | 20º     | 1     |
| 16º  | 155 | Ben Bostrom        | Renegade Koji               | Honda CBR 1000RR   | 18   | +0:53.884 | 28º     |       |
| 17º  | 24  | Garry McCoy        | Foggy Petronas Racing       | Petronas FP1       | 18   | +1:01.558 | 25º     |       |
| 18º  | 6   | Mauro Sanchini     | PSG-1 Kawasaki Corse        | Kawasaki ZX10      | 18   | +1:04.028 | 24º     |       |
| 19º  | 45  | Gianluca Vizziello | Italia Lorenzini by Leoni   | Yamaha YZF R1      | 18   | +1:05.885 | 21º     |       |
| 20º  | 17  | Miguel Praia       | DFXtreme Sterilgarda        | Yamaha YZF R1      | 18   | +1:27.742 | 22º     |       |

#### Ritirati
| Nº | Pilota              | Squadra                   | Motocicletta     | Giri | Griglia |
| -- | ------------------- | ------------------------- | ---------------- | ---- | ------- |
| 32 | Sébastien Gimbert   | Yamaha Motor France-Ipone | Yamaha YZF R1    | 13   | 3º      |
| 57 | Lorenzo Lanzi       | Ducati SC Caracchi        | Ducati 999RS     | 13   | 17º     |
| 76 | Max Neukirchner     | Klaffi Honda              | Honda CBR 1000RR | 13   | 14º     |
| 25 | Alessio Velini      | Team Pedercini            | Ducati 999RS     | 8    | 27º     |
| 8  | Ivan Clementi       | Kawasaki Bertocchi        | Kawasaki ZX10    | 6    | 23º     |
| 19 | Lucio Pedercini     | Team Pedercini            | Ducati 999RS     | 3    | 26º     |
| 95 | Talal Al Naimi      | La Glisse                 | Yamaha YZF R1    | 2    | 29º     |
| 7  | Pierfrancesco Chili | Klaffi Honda              | Honda CBR 1000RR | 0    | 10º     |
| 30 | José Luis Cardoso   | DFXtreme Sterilgarda      | Yamaha YZF R1    | 0    | 6º      |

### Gara 2

#### Arrivati al traguardo[5]
| Pos. | Nº  | Pilota              | Squadra                     | Motocicletta       | Giri | Tempo     | Griglia | Punti |
| ---- | --- | ------------------- | --------------------------- | ------------------ | ---- | --------- | ------- | ----- |
| 1º   | 71  | Yukio Kagayama      | Alstare Suzuki Corona Extra | Suzuki GSXR1000 K5 | 18   | 37:00.062 | 4º      | 25    |
| 2º   | 55  | Régis Laconi        | Ducati Xerox                | Ducati 999F05      | 18   | +0:02.454 | 1º      | 20    |
| 3º   | 11  | Troy Corser         | Alstare Suzuki Corona Extra | Suzuki GSXR1000 K5 | 18   | +0:05.959 | 2º      | 16    |
| 4º   | 77  | Chris Vermeulen     | Winston Ten Kate Honda      | Honda CBR 1000RR   | 18   | +0:07.245 | 8º      | 13    |
| 5º   | 7   | Pierfrancesco Chili | Klaffi Honda                | Honda CBR 1000RR   | 18   | +0:08.600 | 10º     | 11    |
| 6º   | 1   | James Toseland      | Ducati Xerox                | Ducati 999F05      | 18   | +0:08.601 | 13º     | 10    |
| 7º   | 3   | Norifumi Abe        | Yamaha Motor France-Ipone   | Yamaha YZF R1      | 18   | +0:09.731 | 15º     | 9     |
| 8º   | 76  | Max Neukirchner     | Klaffi Honda                | Honda CBR 1000RR   | 18   | +0:11.501 | 14º     | 8     |
| 9º   | 88  | Andrew Pitt         | Yamaha Motor Italia WSB     | Yamaha YZF R1      | 18   | +0:11.790 | 5º      | 7     |
| 10º  | 32  | Sébastien Gimbert   | Yamaha Motor France-Ipone   | Yamaha YZF R1      | 18   | +0:11.808 | 3º      | 6     |
| 11º  | 41  | Noriyuki Haga       | Yamaha Motor Italia WSB     | Yamaha YZF R1      | 18   | +0:21.364 | 7º      | 5     |
| 12º  | 57  | Lorenzo Lanzi       | Ducati SC Caracchi          | Ducati 999RS       | 18   | +0:25.875 | 17º     | 4     |
| 13º  | 10  | Fonsi Nieto         | Ducati SC Caracchi          | Ducati 999RS       | 18   | +0:34.084 | 19º     | 3     |
| 14º  | 200 | Giovanni Bussei     | Kawasaki Bertocchi          | Kawasaki ZX10      | 18   | +0:34.119 | 12º     | 2     |
| 15º  | 6   | Mauro Sanchini      | PSG-1 Kawasaki Corse        | Kawasaki ZX10      | 18   | +0:47.446 | 24º     | 1     |
| 16º  | 24  | Garry McCoy         | Foggy Petronas Racing       | Petronas FP1       | 18   | +0:48.647 | 25º     |       |
| 17º  | 45  | Gianluca Vizziello  | Italia Lorenzini by Leoni   | Yamaha YZF R1      | 18   | +1:03.995 | 21º     |       |
| 18º  | 17  | Miguel Praia        | DFXtreme Sterilgarda        | Yamaha YZF R1      | 18   | +1:05.222 | 22º     |       |

#### Ritirati
| Nº  | Pilota            | Squadra                | Motocicletta     | Giri | Griglia |
| --- | ----------------- | ---------------------- | ---------------- | ---- | ------- |
| 99  | Steve Martin      | Foggy Petronas Racing  | Petronas FP1     | 16   | 20º     |
| 20  | Marco Borciani    | DFXtreme Sterilgarda   | Yamaha YZF R1    | 12   | 16º     |
| 95  | Talal Al Naimi    | La Glisse              | Yamaha YZF R1    | 10   | 29º     |
| 9   | Chris Walker      | PSG-1 Kawasaki Corse   | Kawasaki ZX10    | 9    | 11º     |
| 31  | Karl Muggeridge   | Winston Ten Kate Honda | Honda CBR 1000RR | 9    | 18º     |
| 22  | Iván Silva        | La Glisse              | Yamaha YZF R1    | 6    | 9º      |
| 8   | Ivan Clementi     | Kawasaki Bertocchi     | Kawasaki ZX10    | 5    | 23º     |
| 25  | Alessio Velini    | Team Pedercini         | Ducati 999RS     | 3    | 27º     |
| 19  | Lucio Pedercini   | Team Pedercini         | Ducati 999RS     | 2    | 26º     |
| 155 | Ben Bostrom       | Renegade Koji          | Honda CBR 1000RR | 0    | 28º     |
| 30  | José Luis Cardoso | DFXtreme Sterilgarda   | Yamaha YZF R1    | 0    | 6º      |

### Supersport

#### Arrivati al traguardo[3]
| Pos. | Nº | Pilota                | Squadra                     | Motocicletta    | Giri | Tempo     | Griglia | Punti |
| ---- | -- | --------------------- | --------------------------- | --------------- | ---- | --------- | ------- | ----- |
| 1º   | 21 | Katsuaki Fujiwara     | Winston Ten Kate Honda      | Honda CBR 600RR | 18   | 37:54.414 | 2º      | 25    |
| 2º   | 16 | Sébastien Charpentier | Winston Ten Kate Honda      | Honda CBR 600RR | 18   | + 5,462   | 1º      | 20    |
| 3º   | 84 | Michel Fabrizio       | Italia Megabike             | Honda CBR 600RR | 18   | +13.970   | 3º      | 16    |
| 4º   | 11 | Kevin Curtain         | Yamaha Motor Germany        | Yamaha YZF R6   | 18   | +28.713   | 5º      | 13    |
| 5º   | 99 | Fabien Foret          | Megabike                    | Honda CBR 600RR | 18   | +31.316   | 4º      | 11    |
| 6º   | 23 | Broc Parkes           | Yamaha Motor Germany        | Yamaha YZF R6   | 18   | +32,459   | 7º      | 10    |
| 7º   | 8  | Stéphane Chambon      | Gil Motorsport              | Honda CBR 600RR | 18   | +36,842   | 8º      | 9     |
| 8º   | 12 | Javier Forés          | Alstare Suzuki Corona Extra | Suzuki GSX 600R | 18   | +42,491   | 9º      | 8     |
| 9º   | 69 | Gianluca Nannelli     | Ducati SC Caracchi          | Ducati 749 R    | 18   | +54,930   | 10º     | 7     |
| 10º  | 25 | Tatu Lauslehto        | Klaffi Honda                | Honda CBR 600RR | 18   | +59.092   | 11º     | 6     |
| 11º  | 14 | Andrea Berta          | Ducati Selmat               | Ducati 749 R    | 18   | +1:31.728 | 17º     | 5     |
| 12º  | 58 | Tomáš Mikšovský       | Intermoto Czech Republic    | Honda CBR 600RR | 18   | +1:36.071 | 16º     | 4     |
| 13º  | 59 | Paweł Szkopek         | Intermoto Czech Republic    | Honda CBR 600RR | 18   | +1:47.590 | 14º     | 3     |
| 14º  | 15 | Matteo Baiocco        | Lightspeed Kawasaki         | Kawasaki ZX 6RR | 17   | +1 giro   | 18º     | 2     |

#### Ritirati
| Nº | Pilota                   | Squadra             | Motocicletta    | Giri | Griglia |
| -- | ------------------------ | ------------------- | --------------- | ---- | ------- |
| 24 | Christophe Cogan         | Moto 1 - Suzuki     | Suzuki GSX 600R | 14   | 6º      |
| 30 | Alessandro Antonello     | Kawasaki Bertocchi  | Kawasaki ZX 6RR | 10   | 12º     |
| 48 | David García             | Lightspeed Kawasaki | Kawasaki ZX 6RR | 9    | 13º     |
| 3  | Jurgen van den Goorbergh | Ducati Selmat       | Ducati 749 R    | 8    | 15º     |